# 지방도 제751호선
지방도 제751호선은 전북특별자치도 남원시 아영면 청계리 아영사거리에서 장수군 산서면 이룡리 이룡삼거리를 잇는 전북특별자치도의 지방도이다.

## 주요 경유지
- 남원시
  - 아영면 아영사거리 - 월산리 - 오물고개 - 성리 - 복성이재

- 장수군
  - 번암면 복성이재 - 논곡리 - 역적재 - 노단리 - 두견삼거리 - 노단삼거리 - 번암중학교 - 번암초등학교 - 번암교 - 죽산삼거리 - 국포교 - 국포삼거리 - 장남교 - 국포리 - 장남제2교 - 장남제3교 - 마치고개
  - 산서면 마치고개 - 쌍계리 - 쌍계교 - 신평삼거리 - 쌍계삼거리 - 이룡삼거리

## 중복 구간
- 장수군 번암면 두견삼거리 ~ 노단삼거리 : 지방도 제743호선과 중복
- 장수군 번암면 노단삼거리 ~ 국포삼거리 : 국도 제19호선과 중복

## 도로명
- 남원시 아영면 아영사거리 ~ 성리 : 흥부로
- 남원시 아영면 성리 ~ 장수군 번암면 두견삼거리 : 봉화산로
- 장수군 번암면 두견삼거리 ~ 노단삼거리 : 지지로
- 장수군 번암면 노단삼거리 ~ 국포삼거리 : 장수로
- 장수군 번암면 국포삼거리 ~ 산서면 이룡삼거리 : 장남로